# Blueprints for the Black Market
Blueprints for the Black Market är det första studioalbumet av amerikanska alternativ rock-bandet Anberlin. Det utgavs 2003, knappt ett år efter att bandet hade bildats, och var den enda skivan med gitarristen Joey Bruce. Albumet hade bara en singel "Readyfuels" som det även gjordes en musikvideo för. Trots att albumet sålde över 60 000 exemplar, så lyckades den aldrig nå en plats på Billboard 200.

## Låtlista
Alla låtar skrivna och framförda av Anberlin om inget annat noterats.
1. "Readyfuels" – 3:37
2. "Foreign Language" – 2:49
3. "Change the World (Lost Ones)" – 3:59
4. "Cold War Transmissions" – 3:12
5. "Glass to the Arson" – 3:29
6. "The Undeveloped Story" – 3:27
7. "Autobahn" – 3:25
8. "We Dreamt in Heist" – 3:17
9. "Love Song" (W. Bransby, S. Gallup, R. O'Donnell, R. Smith, P. Thompson, and L. Tolhurst) – 3:05 (The Cure-cover)
10. "Cadence" – 3:17
11. "Naïve Orleans" – 4:08

## Medverkande
- Stephen Christian – sång
- Joseph Milligan – gitarr
- Nathan Young – trummor
- Joey Bruce – gitarr
- Deon Rexroat – bas
- Aaron Sprinkle – produktion, mixning
- J. R. McNeely – mixning
- Troy Glessner – mastering
- Michael Christian McCaddon – fotografi, design
- David Johnson – bandfotografi
- Brandon Ebel – exekutiv producent